# Georg Ossian Sars
Georg Ossian Sars, ofta G.O. Sars, född 20 april 1837 i Florø prästgård, död 9 april 1927 i Oslo, var en norsk zoolog. Han var son till Michael Sars och bror till Ernst Sars.
Sars blev student 1857 och fick 1862 konungens guldmedalj för avhandlingen Norges ferskvandskrebsdyr. I. Branchiopoda (1865) och hade 1864-73 statsstipendium för praktisk-vetenskapliga undersökningar angående torskfisket, varefter han 1873-93 var statskonsulent i fiskeangelägenheter. Efter att 1870 ha blivit universitetsstipendiat var han 1874-1918 professor i zoologi. Åren 1876-78 deltog han i den norska expeditionen till Norra ishavet ("den norske Nordhavsexpedition"), vilken han tillsammans med Henrik Mohn planlade och av vars redaktionskommitté han senare var medlem.
Sars författade en mängd vetenskapliga monografier och avhandlingar, spridda i lärda samfunds publikationer och facktidskrifter, till exempel "Archiv for mathematik og naturvidenskab", för vilken han var medutgivare från dess stiftande 1876. Hans huvudverk, An Account of the Crustacea of Norway (I–V, 1880–1911; utgiven med statsunderstöd av Bergens museum), var på sin tid det viktigaste arbetet om kräftdjurens systematik. I detta liksom i andra, mindre arbeten utförde Sars själv de många konstnärligt högststående teckningarna. Utom på kräftdjuren specialiserade han sig på Norges blötdjur och andra evertebrater samt på torskens och valarnas biologi.
Sars blev ledamot av Vetenskapssocieteten i Uppsala (1875), Fysiografiska sällskapet i Lund (1878) och Vetenskapsakademien (1900). Vid Uppsala universitets jubelfest 1877 blev han hedersdoktor. I Florø avtäcktes 1960 en dubbelbyst av bröderna Ernst och Georg Ossian Sars. Den sistnämnde avbildades även på ett norskt frimärke 1970.